# 人体科学
人体科学(Somatic Science)是指研究人体的功能及保護人體，并进一步发展和发挥人体潜能的科学。研究包括人体特异功能、中国传统医学、气功、智力开发等。

## 历史
人体科学的研究者通常认为，人体科学的研究早在中国古代已经存在。包括道教和中医在人体运行方面的机制研究，构成了人体科学的理论基础。
1978年中国大陆《自然杂志》创刊号上，首次刊登了有关气功外气物质属性的研究文章。后又于1979年报道四川大足县唐雨“耳朵认字”的特异功能表现。这些都是人体科学在中国大陆的早期出版物研究。
唐雨在接受媒体报道后，据说因承受压力过大，退隐淡出公众视线。

## 争议
2005年北京科技报曾试图再次访问当年的唐雨、姜燕等人，得知唐雨在四川做生意，已经成家立业，但无法直接与对方联系。姜燕也拒绝接受采访。

## 延伸阅读
1. 钱学森：《系统科学，思维科学与人体科学》，上海：《自然杂志》，1981年第1期
2. 钱学森等著：《论人体科学》，北京：人民军医出版社，1988年12月第1版。
3. 钱学森等著：《创建人体科学》，成都：四川教育出版社1989年5月第1版。
4. 钱学森：《于光远表示：人体特异功能可以看，也可以研究》(1986年12月15日)。
5. 伍绍祖(“人体科学工作组”组长)：《在1996年人体科学工作会议上的讲话》(1996年1月20日)。
6. 常远、华伟：《迎接人类自身的伟大进化——〈人体潜能与未来社会〉代序言》(1988年5月)